# Xiaoxitian Shan
Xiaoxitian Shan (chinesisch 小西天山 ‚Kleiner Paradieshügel‘) ist ein Hügel an der Ingrid-Christensen-Küste des ostantarktischen Prinzessin-Elisabeth-Lands. Er ragt unmittelbar nordöstlich des Cehui Shan im Norden der Halbinsel Xiehe Bandao in den Larsemann Hills auf.
Chinesische Wissenschaftler benannten ihn 1989 in Anlehnung an die für sie eindrucksvolle Umgebung aus dem azurblauem Wasser der angrenzenden Prydz Bay und den darin treibenden Eisbergen.